# Knightsbridge Cemetery
Knightsbridge Cemetery is een Britse militaire begraafplaats met gesneuvelden uit de Eerste Wereldoorlog, gelegen in de Franse gemeente Mesnil-Martinsart (departement Somme). De begraafplaats werd ontworpen door Reginald Blomfield. Ze ligt in het open veld op ruim 1.600 m ten noorden van het dorpscentrum (Eglise Saint-Nicolas) en is via een onverharde landweg (Chemin Blanc) bereikbaar.
De begraafplaats heeft een nagenoeg rechthoekig grondplan met een oppervlakte van ruim 2.400 m² en wordt omsloten door een natuurstenen muur. De toegang bevindt zich in de westelijke muur en bestaat uit een tweedelig metalen hek. Het Cross of Sacrifice staat ongeveer 11 m voorbij de toegang. De begraafplaats wordt onderhouden door de Commonwealth War Graves Commission.
Er liggen 548 doden begraven waaronder 141 niet geïdentificeerde.
Ruim 100 m zuidwestelijker, aan de overzijde van het pad, ligt de Mesnil Ridge Cemetery.

## Geschiedenis
De begraafplaats, genoemd naar een communicatieloopgraaf, werd in 1916 bij het begin van de Slag aan de Somme aangelegd. Ze werd door gevechtseenheden gebruikt tot de Duitse terugtrekking in februari 1917 en opnieuw gebruikt vanaf eind maart tot juli 1918, toen tijdens de Duitse opmars de frontlinie terug tot aan de Ancre opschoof.
Na de wapenstilstand werden enkele graven in de rijen G, H en J toegevoegd. Zij waren afkomstig uit geïsoleerde posities op de slagvelden van 1916 en 1918 rond Mesnil-Martinsart.
Onder de geïdentificeerde doden zijn er 365 Britten, 23 Canadezen, 18 Nieuw-Zeelanders en 1 Australiër. 

## Graven
- Wilfrid Ayre, onderluitenant bij het Newfoundland Regiment was 21 jaar toen hij op 1 juli 1916 sneuvelde. Vier familieleden van hem, de kapiteins Eric Ayre en Bernard Ayre en onderluitenant Gerald Ayre (vermist) sneuvelden op dezelfde dag maar liggen in andere begraafplaatsen.

### Onderscheiden militairen
- de luitenants Arthur Alison McDonald Arnot (Royal Air Force) en Leonard Terry Despicht (Bedfordshire Regiment) werden onderscheiden met het Military Cross (MC).
- Percy Berry, soldaat bij de Royal Marine Light Infantry werd onderscheiden met de Distinguished Service Medal (DSM).
- de sergeanten Ernest Samuel Makeham (Machine Gun Corps (Infantry)) en George Frederick Hawkins (Royal Fusiliers) werden onderscheiden met de Military Medal (MM).

### Minderjarige militairen
- soldaat J. Haston (King's Own Scottish Borderers) was 16 jaar toen hij op 1 juli 1916 sneuvelde.
- de schutters Charles Bertram Thwaites (Black Watch (Royal Highlanders) en J.W. Corbin (King's Royal Rifle Corps) en soldaat Charles Bedford (King's Royal Rifle Corps) waren 17 jaar toen ze sneuvelden.

### Aliassen
- schutter George William Le-Fevre diende onder het alias G. Williams bij het King’s Royal Rifle Corps.
- matroos George H. Newbould diende onder het alias G. Davis bij de Royal Naval Volunteer Reserve.